# Osservatorio Scheuren
L'osservatorio Scheuren è un osservatorio astronomico ottico situato 10 km a nord-est della città di Colonia. Nel 1994 il Minor Planet Center lo ha accreditato con codice 072 e le osservazioni della stazione vengono pubblicate con periodicità biennale.

## Strumenti
- Telescopio CLT (Colonia Large Telescope)[2]. È il più grande telescopio accessibile al pubblico nella regione del Nordreno-Westfalia. Disponibile dal 2012 è di tipo Cassegrain con montatura equatoriale con (F = 5400 mm e D = 500 mm).
- TEC-APO 140. È un telescopio rifrattore APO con Lunghezza focale di 980 millimetri e diametro obiettivo di 140 mm.
- Telescopio solare H-alfa. È un telescopio solare rifrattore per lo studio del Sole
- Celestron 11. Consiste in un piccolo telescopio amatoriale